# 张希道
张希道（？—1951年4月11日），中华民国最后一任徐州市市长。

## 生平
张希道曾在1937年恢复设立的中央陆军军官学校长沙分校中任政治科主任教官，任内经历了文夕大火。
张希道曾任国军整51师（前身为东北军于学忠部）政治部主任，该师1947年初在鲁南战役中被共军全歼，该师师长、旅长、参谋长皆被俘。张希道混在俘虏中未被人认出，随其他一般俘虏一同被释放。
1948年4月初，徐州市政府市长骆东藩去职，张希道接任。
1951年4月11日，徐州市公安局处决了“日伪时期残害人民的反革命罪犯、原国民党徐州市长”张希道和特务头子宫泽民、周泮园等54人。